# عبدالله کیتا (بازیکن فوتبال اهل گینه)
عبدالله کیتا (انگلیسی: Abdoulaye Keita; زاده نامشخص – درگذشته ۳۰ ژوئن ۲۰۱۹) بازیکن و مربی فوتبال اهل گینه بود.